# Руденківка
Руде́нківка — село в Україні, у Новосанжарській селищній громаді Полтавського району Полтавської області. Населення становить 2440 осіб. До 2020 орган місцевого самоврядування — Руденківська сільська рада.
Склалося з декількох навколишніх хуторів: Карапишівка, Пологи Гора, Руденківка, ін.

## Географія
Село Руденківка знаходиться на відстані 4-х км від лівого берега річки Ворскла, на краю великого болота Ревазовське. На відстані 0,5 км розташоване село Пудлівка.
Через село проходить залізничний шлях Полтава-Кременчук, станція Нові Санжари та автошлях Полтава-Дніпропетровськ.

## Історія
Дата заснування невідома.
З 1917 — у складі УНР. У 1920-тих тут устаткувався комуністичний режим. 1929 більшовики почали бандитські нальоти на незалежних господарників. Коли контролювали усе їстівне, почали терор голодом. Кількість жертв голодомору 1932—1933 років не встановлено через саботаж місцевого органу самоврядування. Для відписки у часи Президента Віктора Ющенка до Книги національної пам'яти колишні комуністи подали лише імена 4 загиблих, хоча кількість замордованих голодом перевищувала 100 людей.
Село у часи німецько-радянської війни було окуповане німецькими військами з 16 жовтня 1941 до 22 жовтня 1943 року. До Німеччини на примусові роботи вивезено 21 чоловік, спалено 12 хат. Загинуло на фронтах 355 односельчан. При визволенні села загинуло 17 радянських воїнів.
1953 року у селі проведена електрика, 1961 року — радіофікована, 1969 року — телефонізована.
12 червня 2020 року, відповідно до розпорядження Кабінету Міністрів України № 721-р «Про визначення адміністративних центрів та затвердження територій територіальних громад Полтавської області», село увійшло до складу Новосанжарської селищної громади.
19 липня 2020 року, в результаті адміністративно - територіальної реформи та ліквідації Новосанжарського району, село увійшло до складу новоутвореного Полтавського району Полтавської області.

## Населення
У 1910 році нараховувалось 117 дворів, у тому числі 102 козачих, 435 десятин землі, в тому числі 315 ріллі, 698 жителів.
У 1926 році у с. Руденківка Клюсівської сільської ради Новосанжарського району Полтавської округи — 169 дворів, 630 жителів.
| 1910 | 1926 | 1990 | 2001 |
| ---- | ---- | ---- | ---- |
| 698  | 630  | 2634 | 2440 |
|      | ▼    | ▲    | ▼    |

### Мова
Розподіл населення за рідною мовою за даними перепису 2001 року:
| Мова       | Кількість | Відсоток |
| ---------- | --------- | -------- |
| українська | 2358      | 96.64%   |
| російська  | 72        | 2.95%    |
| циганська  | 6         | 0.25%    |
| білоруська | 2         | 0.08%    |
| вірменська | 1         | 0.04%    |
| румунська  | 1         | 0.04%    |
| Усього     | 2440      | 100%     |

## Економіка
У селі розміщені такі підприємства ті організації:
- Новосанжарське хлібоприймальне підприємство
- Новосанжарський консервний завод
- Новосанжарський паливний склад обласного комунального виробничо-комерційного підприємства «Полтавапаливо»
- Приватна агрофірма «Обрій»
- Комунальне господарство «Зоря»

## Інфраструктура
- Залізнична станція «Нові Санжари»
- амбулаторія
- Будинок культури (на 200 місць)
- бібліотека (6,8 тис. одиниць зберігання)
- Руденківська ЗОШ І-ІІІ ступенів

## Відомі особистості
В поселенні народився:
- Білокінь Руслан Михайлович (* 1974) — український правник.

## Архітектура

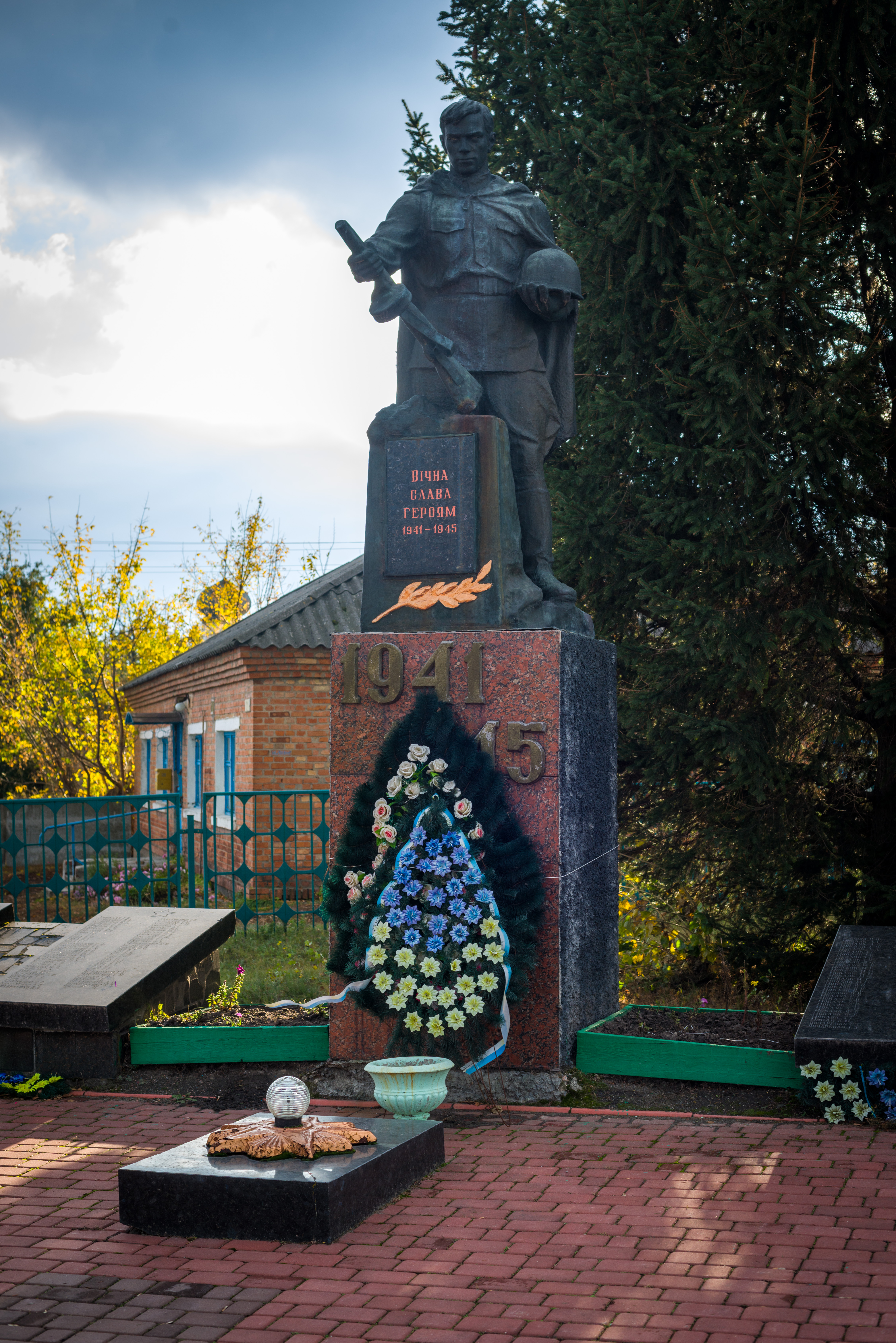
Пам'ятник загиблим воїнам у роки Другої світової війни

### Пам'ятники
- Надгробок на братській могилі радянських воїнів, полеглим 1943 року при визволенні села (збудований 1958 року);
- пам'ятник воїнам-односельчанам, загиблим у роки німецько-радянської війни (збудований 1958 року).

### Культові споруди
- Пантелеймонівська церква (громада УПЦ КП)
- Пантелеймонівська церква (громада РПЦ)

## Також
- Перелік населених пунктів, що постраждали від Голодомору 1932—1933 (Полтавська область)